# Amt Stralendorf
Het Amt Stralendorf is een samenwerkingsverband van 9 gemeenten in de Landkreis Ludwigslust-Parchim van de Duitse deelstaat Mecklenburg-Voor-Pommeren. De bestuurszetel bevindt zich in Stralendorf.

## Gemeenten
1. Dümmer (1.523)
2. Holthusen (938)
3. Klein Rogahn (1.336)
4. Pampow (3.011)
5. Schossin (253)
6. Stralendorf * (1.357)
7. Warsow (676)
8. Wittenförden (2.511)
9. Zülow (146)